# A Diósgyőri VTK 2013–2014-es szezonja
Ez a szócikk a Diósgyőri VTK 2013–2014-es szezonjáról szól, mely sorozatban a 3., összességében pedig a 48. idénye a csapatnak a magyar első osztályban. A klub fennállásának ekkor volt a 103. évfordulója. A szezon 2013 júliusában kezdődött, és 2014 májusában ér majd véget.

## Statisztikák
Utolsó elszámolt mérkőzés dátuma: 2014. március 23.

### Kiírások
| Kiírás        | Statisztikák | Statisztikák | Statisztikák | Statisztikák | Statisztikák | Statisztikák | Kezdő forduló | Végső forduló/ helyezés | Mérkőzések dátumai | Mérkőzések dátumai |
| Kiírás        | M            | GY           | D            | V            | LG–KG        | GK           | Kezdő forduló | Végső forduló/ helyezés | Első               | Utolsó             |
| ------------- | ------------ | ------------ | ------------ | ------------ | ------------ | ------------ | ------------- | ----------------------- | ------------------ | ------------------ |
| OTP Bank Liga | 21           | 8            | 9            | 4            | 33–26        | +7           | —             |                         | 2013. 07. 27.      | 2014. 03. 23.      |
| Magyar kupa   | 4            | 2            | 2            | 0            | 7–5          | +2           | 4. forduló    | Negyeddöntő             | 2013. 10. 30.      | 2014. 03. 11.      |
| Ligakupa      | 9            | 4            | 2            | 3            | 20–13        | +7           | Csoportkör    | Negyeddöntő             | 2013. 09. 04.      | 2014. 03. 18.      |

## OTP Bank Liga

### Mérkőzések
| 1. forduló 2013. július 27. 21:00 |

| Győri ETO                              | 1 – 1               | Diósgyőr                |
| -------------------------------------- | ------------------- | ----------------------- |
| Wolfe 79' 60' Völgyi 40′, 42′ Lang 70' | (0 – 0) Jegyzőkönyv | Husić 52' Kádár 6′, 62′ |

| ETO Park, Győr Nézőszám: 2 500 Játékvezető: Erdős József (magyar) |

| 2. forduló 2013. augusztus 3. 16:30 |

| Diósgyőr                                       | 2 – 2               | MTK Budapest                                    |
| ---------------------------------------------- | ------------------- | ----------------------------------------------- |
| Alves 40' Tisza 54' Takács 31' Kostić 61′, 88′ | (1 – 1) Jegyzőkönyv | Pölöskei 14' Bese 67' Kanta 27' Kálnoki-Kis 89' |

| DVTK-stadion, Miskolc Nézőszám: 5 500 Játékvezető: Bognár Tamás (magyar) |

| 3. forduló 2013. augusztus 11. 16:30 |

| Debreceni VSC                                                     | 4 – 0               | Diósgyőr                        |
| ----------------------------------------------------------------- | ------------------- | ------------------------------- |
| Bódi 33' Volaš 38' Szakály 61' Dombi 90+2' Lázár 14' Mészáros 49' | (2 – 0) Jegyzőkönyv | Rudolf 20' Kádár 31' Takács 38' |

| Oláh Gábor utca, Debrecen Nézőszám: 6 000 Játékvezető: Szabó Zsolt (magyar) |

| 4. forduló 2013. augusztus 17. 16:30 |

| Diósgyőr                             | 1 – 1               | Kecskeméti TE            |
| ------------------------------------ | ------------------- | ------------------------ |
| Barczi 15' Takács 65' Alves 26′, 80′ | (1 – 0) Jegyzőkönyv | Rajczi 73' 36' Varga 36' |

| DVTK-stadion, Miskolc Nézőszám: 4 500 Játékvezető: Andó-Szabó Sándor (magyar) |

| 5. forduló 2013. augusztus 24. 16:30 |

| Lombard Pápa  | 0 – 1               | Diósgyőr                                                   |
| ------------- | ------------------- | ---------------------------------------------------------- |
| Maksimović 1' | (0 – 0) Jegyzőkönyv | Nagy 88' (öngól) Kádár 26' Kostić 45' Takács 83' Tisza 90' |

| Perutz Stadion, Pápa Nézőszám: 2 000 Játékvezető: Erdős József (magyar) |

| 6. forduló 2013. augusztus 31. 21:00 |

| Diósgyőr                       | 2 – 0               | Újpest                                |
| ------------------------------ | ------------------- | ------------------------------------- |
| Kostić 36' Kádár 51' Radoš 88' | (1 – 0) Jegyzőkönyv | Tshibuabua 8' Antón 71' Litauszki 76' |

| DVTK-stadion, Miskolc Nézőszám: 6 000 Játékvezető: Németh Ádám (magyar) |

| 7. forduló 2013. szeptember 14. 16:00 |

| Puskás Akadémia                     | 0 – 2               | Diósgyőr                            |
| ----------------------------------- | ------------------- | ----------------------------------- |
| Wagué 29′ Farkas 87' Tamás 25′, 88′ | (0 – 0) Jegyzőkönyv | Futács 58' Bacsa 88' Abdouraman 71' |

| Sóstói Stadion, Székesfehérvár Nézőszám: 300 Játékvezető: Solymosi Péter (magyar) |

| 8. forduló 2013. szeptember 21. 14.00 |

| Diósgyőr                                                                                   | 2 – 0               | Budapest Honvéd        |
| ------------------------------------------------------------------------------------------ | ------------------- | ---------------------- |
| Nikházi 2' 29' Bacsa 71' Vági 19′ Takács 51' Kostić 54' Gohér 80' Gosztonyi 82' Vadász 88' | (1 – 0) Jegyzőkönyv | Godoy 45' Testardi 53' |

| DVTK-stadion, Miskolc Nézőszám: 4 852 Játékvezető: Kassai Viktor (magyar) |

| 9. forduló 2013. szeptember 28. 16:00 |

| Kaposvári Rákóczi                         | 0 – 2               | Diósgyőr                                        |
| ----------------------------------------- | ------------------- | ----------------------------------------------- |
| Coroian 31' Okuka 45' Zámbó 60' Babić 62' | (0 – 1) Jegyzőkönyv | Nikházi 3' 70' Barczi 11' Futács 59' Vadász 80' |

| Rákóczi Stadion, Kaposvár Nézőszám: 1 300 Játékvezető: Szabó Zsolt (magyar) |

| 10. forduló 2013. október 5. 16:30 |

| Diósgyőr                                 | 5 – 0               | Mezőkövesd–Zsóry                                   |
| ---------------------------------------- | ------------------- | -------------------------------------------------- |
| Futács 34' 54' Bacsa 66' 84' Batioja 80' | (1 – 0) Jegyzőkönyv | Pilibaitis 20' Horváth 51′ Hegedűs 74' Balajti 82' |

| DVTK-stadion, Miskolc Nézőszám: 5 705 Játékvezető: Bognár Tamás (magyar) |

| 11. forduló 2013. október 19. 18:00 |

| Paksi FC                                   | 0 – 2               | Diósgyőr                                       |
| ------------------------------------------ | ------------------- | ---------------------------------------------- |
| Kecskés 35' Kovács 64' Bartha 66' Éger 74' | (0 – 1) Jegyzőkönyv | Elek 34' Barczi 62' Nikházi 44' Abdouraman 56' |

| Fehérvári úti stadion, Paks Nézőszám: 2 800 Játékvezető: Vad II. István (magyar) |

| 12. forduló 2013. október 26. 20:00 |

| Haladás                         | 2 – 2               | Diósgyőr                                                          |
| ------------------------------- | ------------------- | ----------------------------------------------------------------- |
| Nagy 24' Németh 61' Halmosi 59' | (1 – 1) Jegyzőkönyv | Abdouraman 11' 89' Futács 34' Vági 40' Batioja 48' Kádár 69′, 90′ |

| Rohonci út, Szombathely Nézőszám: 3 525 Játékvezető: Farkas Ádám (magyar) |

| 13. forduló 2013. november 2. 14:00 |

| Diósgyőr                                                      | 1 – 4               | Ferencváros                                              |
| ------------------------------------------------------------- | ------------------- | -------------------------------------------------------- |
| Futács 1' 33' Vadász 31' Kostić 61' Nikházi 71' Debreceni 75' | (1 – 1) Jegyzőkönyv | Jenner 14' Böde 46' 86' Gyömbér 52' Bešić 33' Mateos 43' |

| DVTK-stadion, Miskolc Nézőszám: 10 000 Játékvezető: Andó-Szabó Sándor (magyar) |

| 14. forduló 2013. november 9. 18:00 |

| Pécsi MFC                         | 1 – 1               | Diósgyőr                                                  |
| --------------------------------- | ------------------- | --------------------------------------------------------- |
| Grumić 3' 4' Mohl 70' Horváth 86' | (1 – 0) Jegyzőkönyv | Bacsa 58' Gosztonyi 10' Barczi 67' Batioja 73' Futács 85' |

| PMFC Stadion, Pécs Nézőszám: 1 200 Játékvezető: Solymosi Péter (magyar) |

| 15. forduló 2013. november 24. 16:30 |

| Diósgyőr                                            | 2 – 2               | Videoton                              |
| --------------------------------------------------- | ------------------- | ------------------------------------- |
| Bacsa 5' Gohér 73' Eperjesi 33' Barczi 38' Elek 68' | (1 – 2) Jegyzőkönyv | Kleinheisler 1' Kovács 29' Juhász 77' |

| DVTK-stadion, Miskolc Nézőszám: 6 000 Játékvezető: Vad II. István (magyar) |

| 16. forduló 2013. december 1. 16:30 |

| Diósgyőr                            | 1 – 2                         | Győri ETO                                                                                           |
| ----------------------------------- | ----------------------------- | --------------------------------------------------------------------------------------------------- |
| Kostić 43' Nikházi 36' Eperjesi 61' | (1 – 0) Jegyzőkönyv Részletek | Střeštík 55' Pátkai 67' 47' Lipták 15' Mevoungou 35' Lang 45' Kamber 81' Kamenár 90' Martínez 90+3' |

| DVTK-stadion, Miskolc Nézőszám: 7 000 Játékvezető: Andó-Szabó Sándor (magyar) |

| 17. forduló 2013. december 7. 18:00 |

| MTK Budapest                   | 2 – 2               | Diósgyőr                                                |
| ------------------------------ | ------------------- | ------------------------------------------------------- |
| Kanta 50' Horváth 53' Poór 51' | (0 – 0) Jegyzőkönyv | Bacsa 55' Nikházi 81' Abdouraman 38' Gohér 87' Vági 87' |

| Hidegkuti Nándor Stadion, Budapest Nézőszám: 600 Játékvezető: Bognár Tamás (magyar) |

| 18. forduló 2014. március 2. 18:30 |

| Diósgyőr                                            | 1 – 1               | Debreceni VSC                   |
| --------------------------------------------------- | ------------------- | ------------------------------- |
| Futács 17' Abdouraman 12′, 45′ Vadász 83' Rajić 88' | (1 – 1) Jegyzőkönyv | Volaš 15' Kulcsár 38' Lázár 39' |

| DVTK-stadion, Miskolc Játékvezető: Vad II. István (magyar) |

| 19. forduló 2014. március 8. 14:00 |

| Kecskeméti TE          | 1 – 1                         | Diósgyőr                                               |
| ---------------------- | ----------------------------- | ------------------------------------------------------ |
| Varga 63' 58' Póti 16' | (0 – 1) Jegyzőkönyv Részletek | Futács 16' (11-esből) 53' Elek 82' Gohér 86' Kádár 86′ |

| Széktói Stadion, Kecskemét Nézőszám: 2382 Játékvezető: Németh Ádám (magyar) |

| 20. forduló 2014. március 14. 19:00 |

| Diósgyőr                                             | 2 – 1                         | Lombard Pápa                                                                        |
| ---------------------------------------------------- | ----------------------------- | ----------------------------------------------------------------------------------- |
| Gosztonyi 75' 80' (11-esből) 76' Kostić 19' Elek 34' | (0 – 1) Jegyzőkönyv Részletek | Griffiths 40' Jagodics 6' Sekour 30' Nagy 70' Présinger 77' Csizmadia 79' Szűcs 80' |

| DVTK-stadion, Miskolc Nézőszám: 4800 Játékvezető: Farkas Ádám (magyar) |

| 21. forduló 2014. március 23. 16:30 |

| Újpest                             | 2 – 0               | Diósgyőr                             |
| ---------------------------------- | ------------------- | ------------------------------------ |
| Tshibuabua 8' Kabát 19' (11-esből) | (2 – 0) Jegyzőkönyv | Kostić 12' Rajić 18' Futács 70′, 90′ |

| Szusza Ferenc Stadion, Budapest Játékvezető: Vad II. István (magyar) |

| 22. forduló 2014. március 29. 14:00 |

| Diósgyőri VTK                         | 2 – 3               | Puskás Akadémia                                        |
| ------------------------------------- | ------------------- | ------------------------------------------------------ |
| Gosztonyi 17' Debreceni 40' Gohér 80' | (1 – 0) Jegyzőkönyv | Nagy 6' Tischler 66' 88' Tóth 68' Lencse 77' Guarú 79' |

| DVTK-stadion, Miskolc Játékvezető: Németh Ádám (magyar) |

### A bajnokság végeredménye
| #   | Csapat                 | M  | GY | D  | V  | G+ – G– | GK  | P  | Megjegyzések                                   |
| --- | ---------------------- | -- | -- | -- | -- | ------- | --- | -- | ---------------------------------------------- |
| 1.  | DVSC–TEVA (B)          | 30 | 18 | 8  | 4  | 66–33   | +33 | 62 | 2014–2015-ös Bajnokok Ligája – 2. selejtezőkör |
| 2.  | Győri ETO FC CV (I)    | 30 | 18 | 8  | 4  | 58–32   | +26 | 62 | 2014–2015-ös Európa-liga – 2. selejtezőkör     |
| 3.  | Ferencvárosi TC (I)    | 30 | 17 | 6  | 7  | 47–33   | +14 | 57 | 2014–2015-ös Európa-liga – 1. selejtezőkör     |
| 4.  | Videoton FC            | 30 | 15 | 8  | 7  | 52–31   | +21 | 53 |                                                |
| 5.  | Diósgyőri VTK (I)      | 30 | 12 | 11 | 7  | 45–38   | +7  | 47 | 2014–2015-ös Európa-liga – 1. selejtezőkör     |
| 6.  | Szombathelyi Haladás   | 30 | 12 | 10 | 8  | 37–31   | +6  | 46 |                                                |
| 7.  | Pécsi MFC–Matias       | 30 | 12 | 9  | 9  | 41–38   | +3  | 45 |                                                |
| 8.  | MTK Budapest FC        | 30 | 11 | 7  | 12 | 42–36   | +6  | 40 |                                                |
| 9.  | Budapest Honvéd FC     | 30 | 10 | 6  | 14 | 37–39   | −2  | 36 |                                                |
| 10. | Kecskeméti TE          | 30 | 9  | 9  | 12 | 36–51   | −15 | 36 |                                                |
| 11. | MVM–Paks               | 30 | 8  | 10 | 12 | 39–42   | −3  | 34 |                                                |
| 12. | Lombard Pápa Termál FC | 30 | 9  | 6  | 15 | 32–50   | −18 | 33 |                                                |
| 13. | Újpest FC (KGY)        | 30 | 8  | 8  | 14 | 46–51   | −5  | 32 |                                                |
| 14. | Puskás Akadémia FC Ú   | 30 | 8  | 7  | 15 | 36–51   | −15 | 31 |                                                |
| 15. | Mezőkövesd-Zsóry FC Ú  | 30 | 6  | 6  | 18 | 27–52   | −25 | 24 | NB II                                          |
| 16. | Kaposvári Rákóczi FC   | 30 | 4  | 7  | 19 | 21–54   | −33 | 19 | NB II                                          |

Utolsó frissítés: 2014. június 1. 
Forrás: MLSZ adatbank 
A rangsorolás alapszabályai: 1. összpontszám, 2. győzelmek száma, 3. gólkülönbség, 4. szerzett gólok száma, 5. egymás elleni eredmények összpontszáma,  6. egymás elleni eredmények gólkülönbsége, 7. egymás elleni eredmények szerzett góljainak száma, 8. egymás elleni eredmények idegenben szerzett góljainak száma.
(B): Bajnokcsapat, (K): Kieső csapat, (F): Feljutó csapat, (I): Kupainduló, (R): A rájátszás győztese, (KGY): Kupagyőztes

### Eredmények összesítése
Az alábbi táblázatban összesítve szerepelnek a Diósgyőri VTK 2013/14-es bajnokságban elért eredményei.
| Ősz/tavasz (forduló)    | Otthon | Otthon | Otthon | Otthon | Otthon | Otthon | Otthon | Idegenben | Idegenben | Idegenben | Idegenben | Idegenben | Idegenben | Idegenben |
| Ősz/tavasz (forduló)    | M      | GY     | D      | V      | LG–KG  | GK     | P      | M         | GY        | D         | V         | LG–KG     | GK        | P         |
| ----------------------- | ------ | ------ | ------ | ------ | ------ | ------ | ------ | --------- | --------- | --------- | --------- | --------- | --------- | --------- |
| Őszi szezon (1–17.)     | 8      | 3      | 3      | 2      | 16–11  | +5     | 12     | 9         | 4         | 4         | 1         | 13–10     | +3        | 16        |
| Tavaszi szezon (18–30.) | 2      | 1      | 1      | 0      | 3–2    | +1     | 4      | 2         | 0         | 1         | 1         | 1–3       | –2        | 1         |
| Összesen (1–30.)        | 10     | 4      | 4      | 2      | 19–13  | +6     | 16     | 11        | 4         | 5         | 2         | 14–13     | +1        | 17        |

### Helyezések fordulónként
| Forduló  | 1 | 2 | 3  | 4  | 5  | 6  | 7  | 8  | 9  | 10 | 11 | 12 | 13 | 14 | 15 | 16 | 17 | 18 | 19 | 20 | 21 | 22 | 23 | 24 | 25 | 26 | 27 | 28 | 29 | 30 |
| -------- | - | - | -- | -- | -- | -- | -- | -- | -- | -- | -- | -- | -- | -- | -- | -- | -- | -- | -- | -- | -- | -- | -- | -- | -- | -- | -- | -- | -- | -- |
| Helyszín | I | O | I  | O  | I  | O  | I  | O  | I  | O  | I  | I  | O  | I  | O  | O  | I  | O  | I  | O  | I  |    |    |    |    |    |    |    |    |    |
| Eredmény | D | D | V  | D  | GY | GY | GY | GY | GY | GY | GY | D  | V  | D  | D  | V  | D  | D  | D  | GY | V  |    |    |    |    |    |    |    |    |    |
| Helyezés | 7 | 9 | 12 | 13 | 9  | 7  | 5  | 4  | 4  | 2  | 2  | 2  | 3  | 4  | 3  | 3  | 4  | 4  | 4  | 4  | 5  |    |    |    |    |    |    |    |    |    |

Helyszín: O = Otthon; I = Idegenben. Eredmény: GY = Győzelem; D = Döntetlen; V = Vereség.

## Magyar kupa
4. forduló
| 2013. október 30. 12:30 |

| Cigánd SE                                                           | 3 – 4               | Diósgyőri VTK                                                         |
| ------------------------------------------------------------------- | ------------------- | --------------------------------------------------------------------- |
| Tempfli 8' Sipos 38' Baksa 48' Pop 62' Ur 68' Sánta 71' Módis 90+2' | (2 – 1) Jegyzőkönyv | Tempfli 9' (öngól) Tisza 67' 81' Alves 77' Eperjesi 37' Batioja 90+3' |

| Cigánd Nézőszám: 1 200 Játékvezető: Takács János (magyar) |

Nyolcaddöntő
| 2013. november 27. 17:00 |

| Videoton                             | 0 – 0               | Diósgyőri VTK                                  |
| ------------------------------------ | ------------------- | ---------------------------------------------- |
| Gyepes 35' Vinícius 47' Oliveira 71' | (0 – 0) Jegyzőkönyv | Takács 53' Eperjesi 64' Vadász 76' Nikházi 81' |

| Sóstói Stadion, Székesfehérvár Nézőszám: 1 100 Játékvezető: Farkas Ádám (magyar) |

| 2013. december 4. 18:00 |

| Diósgyőri VTK                        | 1 – 0               | Videoton    |
| ------------------------------------ | ------------------- | ----------- |
| Futács 16' 49' Vági 54' Kostić 90+3' | (1 – 0) Jegyzőkönyv | Caneira 42' |

| DVTK-stadion, Miskolc Nézőszám: 2 200 Játékvezető: Solymosi Péter (magyar) |

Továbbjutott a Diósgyőri VTK, 1–0-s összesítéssel.
Negyeddöntő
| 2014. március 11. 17:00 |

| Lombard Pápa                                   | 2 – 2               | Diósgyőri VTK                        |
| ---------------------------------------------- | ------------------- | ------------------------------------ |
| Csizmadia 40' Arsić 69' Tóth G. 18' Németh 87' | (1 – 1) Jegyzőkönyv | Abdouraman 2' 23' Marjanović 74' 54' |

| Perutz Stadion, Pápa Nézőszám: 300 Játékvezető: Becséri Dániel (magyar) |

| 2014. március 26. 18:00 |

| Diósgyőri VTK                               | 3 – 0               | Lombard Pápa                                   |
| ------------------------------------------- | ------------------- | ---------------------------------------------- |
| Futács 16' 29' 45' Kostić 78' Gosztonyi 69' | (2 – 0) Jegyzőkönyv | Csizmadia 28′ Tóth 43' Marić 45' Présinger 86' |

| DVTK-stadion, Miskolc Nézőszám: 2 239 Játékvezető: Iványi Zoltán (magyar) |

Továbbjutott a Diósgyőri VTK, 5–2-es összesítéssel.
Elődöntő
| 2014. április 15. 18:00 |

| Debreceni VSC                                                       | 4 – 2               | Diósgyőri VTK                                             |
| ------------------------------------------------------------------- | ------------------- | --------------------------------------------------------- |
| Seydi 21' Volaš 33' Bódi 41' 60' Tisza 86' Szakály 19' Ferenczi 63' | (3 – 1) Jegyzőkönyv | Grumić 36' Elek 90' 66' Abdou 13' Gosztonyi 26' Bacsa 71' |

| Oláh Gábor utca, Debrecen Nézőszám: 2 500 Játékvezető: Andó-Szabó Sándor (magyar) |

| 2014. május 7. 18:00 |

| Diósgyőri VTK          | 2 – 0               | Debreceni VSC                      |
| ---------------------- | ------------------- | ---------------------------------- |
| Debreceni 2' Bacsa 21' | (2 – 0) Jegyzőkönyv | Ludánszki 27' Verpecz 33′ Máté 80' |

| DVTK-stadion, Miskolc Nézőszám: 3 000 Játékvezető: Iványi (magyar) |

Továbbjutott a Diósgyőri VTK, 4–4-es összesítéssel, idegenben lőtt gólokkal.
Döntő
| 2014. május 25. 19:00 |

| Újpest FC                             | 1 – 1 (h. u.)                               | Diósgyőri VTK                   |
| ------------------------------------- | ------------------------------------------- | ------------------------------- |
| Litauszki 6'                          | (1 – 0, 1 – 1, 1 – 1) Jegyzőkönyv Részletek | Bacsa 90+1'                     |
| Büntetőpárbaj                         |                                             |                                 |
| Vasiljević Litauszki Tshibuabua Simon | 4 – 3                                       | Kostić Bacsa Alves Barczi Husić |

| Puskás Ferenc Stadion, Budapest Nézőszám: 22 000 Játékvezető: Solymosi Péter (magyar) |

## Ligakupa

### Csoportkör (A csoport)
| 1. forduló 2013. szeptember 4. 16:30 |

| Várda SE             | 1 – 1               | Diósgyőr                                            |
| -------------------- | ------------------- | --------------------------------------------------- |
| Lakatos 8' Fodor 84' | (1 – 0) Jegyzőkönyv | Nikházi 52' 84' Alves 8' Batioja 35' Abdouraman 84' |

| Kisvárda Nézőszám: 500 Játékvezető: Veizer Roland (magyar) |

| 2. forduló 2013. szeptember 11. 19:30 |

| Diósgyőr                                 | 3 – 1               | MTK Budapest                    |
| ---------------------------------------- | ------------------- | ------------------------------- |
| Bacsa 20' 32' Debreceni 30' Csirszki 74' | (3 – 0) Jegyzőkönyv | Gera 75' Pintér 52' Sipos 90+1' |

| DVTK-stadion, Miskolc Nézőszám: 1 000 Játékvezető: Oláh Gábor (magyar) |

| 3. forduló 2013. október 9. 16:00 |

| Vasas                              | 1 – 0               | Diósgyőr |
| ---------------------------------- | ------------------- | -------- |
| Hohmann 48' Gál 22' Görgényi 90+2′ | (0 – 0) Jegyzőkönyv |          |

| Illovszky Rudolf Stadion, Budapest Nézőszám: 300 Játékvezető: Berger József (magyar) |

| 4. forduló 2013. október 16. 17:00 |

| Diósgyőr                              | 4 – 2               | Vasas                                          |
| ------------------------------------- | ------------------- | ---------------------------------------------- |
| Tisza 50' 70' 85' Alves 60' Boros 71' | (0 – 0) Jegyzőkönyv | Hohmann 65' Coelho 88' Nagyházi 14' Crisan 68' |

| DVTK-stadion, Miskolc Nézőszám: 600 Játékvezető: Veizer Roland (magyar) |

| 5. forduló 2013. november 13. 13:00 |

| MTK Budapest                             | 2 – 0               | Diósgyőr |
| ---------------------------------------- | ------------------- | -------- |
| Horváth Zs. 45' Horváth P. 59' Kanta 86' | (1 – 0) Jegyzőkönyv |          |

| Hidegkuti Nándor Stadion, Budapest Nézőszám: 100 Játékvezető: Szilasi Szabolcs (magyar) |

| 6. forduló 2013. november 20. 15:00 |

| Diósgyőr                                                                  | 7 – 1               | Várda SE                |
| ------------------------------------------------------------------------- | ------------------- | ----------------------- |
| Tisza 10' 34' 71' Batioja 27' Futács 42' Bacsa 53' Debreceni 86' Vági 88' | (4 – 1) Jegyzőkönyv | Barzó 37' Petranics 62′ |

| DVTK-stadion, Miskolc Nézőszám: 400 Játékvezető: Veizer Roland (magyar) |

### Az A csoport végeredménye
| Csapat       | M | Gy | D | V | G+ | G– | Gk | P  |
| ------------ | - | -- | - | - | -- | -- | -- | -- |
| Diósgyőr     | 6 | 3  | 1 | 2 | 15 | 8  | +7 | 10 |
| Vasas        | 6 | 3  | 0 | 3 | 8  | 10 | –2 | 9  |
| Kisvárda     | 6 | 2  | 2 | 2 | 7  | 11 | –4 | 8  |
| MTK Budapest | 6 | 2  | 1 | 3 | 8  | 9  | –1 | 7  |

### Nyolcaddöntő
| Első mérkőzés 2014. február 26. 18:00 |

| Mezőkövesd–Zsóry                      | 3 – 1               | Diósgyőr                     |
| ------------------------------------- | ------------------- | ---------------------------- |
| Hegedűs 24' Fótyik 57' 88' Szalai 60' | (1 – 1) Jegyzőkönyv | Futács 26' 38' Gosztonyi 78' |

| Városi stadion, Mezőkövesd Nézőszám: 3 000 Játékvezető: Andó-Szabó Sándor (magyar) |

| Visszavágó 2014. március 4. 17:00 |

| Diósgyőr                                         | 2 – 0               | Mezőkövesd–Zsóry                     |
| ------------------------------------------------ | ------------------- | ------------------------------------ |
| Gosztonyi 11' Batioja 51' Vági 38' Egerszegi 45' | (1 – 0) Jegyzőkönyv | Dobos 33' Harsányi 69' Velicky 90+3' |

| DVTK-stadion, Miskolc Játékvezető: Solymosi Péter (magyar) |

### Negyeddöntő
| Első mérkőzés 2014. március 18. 18:00 |

| Diósgyőr                                         | 2 – 2               | Szigetszentmiklósi TK                                   |
| ------------------------------------------------ | ------------------- | ------------------------------------------------------- |
| Sánta 62' (öngól) Bacsa 85' Alves 63' Futács 70' | (0 – 1) Jegyzőkönyv | Takács 23' Khous 90+1' Balogh 28' Barna 45' Kollega 67' |

| DVTK-stadion, Miskolc Nézőszám: 1 200 Játékvezető: Erdős József (magyar) |

## Felkészülési mérkőzések

### Nyár
| 2013. június 29. 19:00 |

| Debreceni VSC        | 2 – 1               | Diósgyőr   |
| -------------------- | ------------------- | ---------- |
| Rezes 5' Horváth 69' | (1 – 1) Jegyzőkönyv | Rudolf 42' |

| Debrecen-Pallag, Debrecen Nézőszám: 600 Játékvezető: Veizer Roland (magyar) |

| 2013. július 3. |

| Diósgyőr | 0 – 3               | Gaz Metan Mediaș                |
| -------- | ------------------- | ------------------------------- |
|          | (0 – 3) Jegyzőkönyv | Eric 23' Tahar 42' Llullaku 44' |

| DVTK-stadion, Miskolc Nézőszám: 2 000 Játékvezető: Nagy Róbert (magyar) |

| 2013. július 6. |

| Diósgyőr   | 1 – 0               | Mezőkövesd–Zsóry |
| ---------- | ------------------- | ---------------- |
| Takács 26' | (1 – 0) Jegyzőkönyv |                  |

| DVTK-stadion, Miskolc Nézőszám: 3 000 Játékvezető: Fábián Mihály (magyar) |

| 2013. július 9. |

| Diósgyőr | 0 – 0               | Săgeata Năvodari |
| -------- | ------------------- | ---------------- |
|          | (0 – 0) Jegyzőkönyv |                  |

| Jois, Ausztria |

| 2013. július 12. |

| Diósgyőr                  | 2 – 0       | Paksi FC |
| ------------------------- | ----------- | -------- |
| Rudolf tizenegyes' Kostić | Jegyzőkönyv |          |

| Király Sportcentrum, Szombathely Nézőszám: 500 Játékvezető: Pintér Csaba (magyar) |

| 2013. július 12. 19:00 |

| Haladás               | 2 – 1               | Diósgyőr  |
| --------------------- | ------------------- | --------- |
| Andorka 18' Ugrai 38' | (1 – 0) Jegyzőkönyv | Gohér 54' |

| Király Sportcentrum, Szombathely Nézőszám: 600 Játékvezető: Bognár Tamás (magyar) |

| 2013. július 16. |

| Diósgyőr           | 1 – 1               | Hapoel Ramat Gan Giv'atayim |
| ------------------ | ------------------- | --------------------------- |
| Rudolf tizenegyes' | (0 – 0) Jegyzőkönyv | Dedić                       |

| Városi Sporttelep, Bük Nézőszám: 100 Játékvezető: Kiss Norbert (magyar) |

| 2013. július 19. |

| Balmazújváros | 1 – 3               | Diósgyőr |
| ------------- | ------------------- | -------- |
| Pintér        | (0 – 1) Jegyzőkönyv | Seydi    |

| Városi Sportpálya, Balmazújváros Nézőszám: 500 Játékvezető: Karakó Ferenc (magyar) |

### Tél
| 2014. január 18. |

| Diósgyőr                | 1 – 1               | Vasas      |
| ----------------------- | ------------------- | ---------- |
| Gosztonyi 3' (11-esből) | (1 – 1) Jegyzőkönyv | Remili 25' |

| DVTK-stadion, Miskolc Nézőszám: zárt kapus Játékvezető: Kátai Gábor (magyar) |

| 2014. január 22. |

| Diósgyőr                            | 2 – 1               | Balmazújváros |
| ----------------------------------- | ------------------- | ------------- |
| Barczi 41' Gosztonyi 76' (11-esből) | (1 – 0) Jegyzőkönyv | Demjén 58'    |

| DVTK-stadion, Miskolc Nézőszám: zárt kapus Játékvezető: Nagy Róbert (magyar) |

| 2014. január 26. |

| Diósgyőr                           | 3 – 1               | FC Botoşani |
| ---------------------------------- | ------------------- | ----------- |
| Marjanović 8' Boros 59' Barczi 82' | (1 – 0) Jegyzőkönyv | Plămadă 77' |

| műfüves edzőpálya, Miskolc Játékvezető: Radványi Ádám (magyar) |

| 2014. február 1. |

| Diósgyőr vegyes | 0 – 1               | Felsőtárkány |
| --------------- | ------------------- | ------------ |
|                 | (0 – 0) Jegyzőkönyv | Kasza 51'    |

| műfüves edzőpálya, Miskolc Nézőszám: zárt kapus Játékvezető: Séra János (magyar) |

| 2014. február 1. |

| Diósgyőr                | 2 – 0               | 1. FC Tatran Prešov |
| ----------------------- | ------------------- | ------------------- |
| Kostić 7' Debreceni 45' | (2 – 0) Jegyzőkönyv |                     |

| műfüves edzőpálya, Miskolc Játékvezető: Nagy Róbert (magyar) |

| 2014. február 7. |

| Asztana FK                                                     | 3 – 1               | Diósgyőr              |
| -------------------------------------------------------------- | ------------------- | --------------------- |
| Ostapenko 45+2' Kojašević 59' (11-esből) Cícero 65' (11-esből) | (1 – 0) Jegyzőkönyv | Futács 62' (11-esből) |

| Antalya, Törökország |

| 2014. február 9. |

| Hangzhou Greentown | 2 – 0               | Diósgyőr |
| ------------------ | ------------------- | -------- |
| Lin 18' Macena 43' | (2 – 0) Jegyzőkönyv |          |

| Belek, Törökország |

| 2014. február 11. |

| FC Botoşani            | 2 – 2               | Diósgyőr               |
| ---------------------- | ------------------- | ---------------------- |
| Codoban 11' Cârjan 23' | (2 – 0) Jegyzőkönyv | Futács 84' Nikházi 86' |

| Antalya, Törökország |

| 2014. február 13. |

| Vålerenga Fotball | 1 – 1               | Diósgyőr   |
| ----------------- | ------------------- | ---------- |
| Muri 77'          | (0 – 0) Jegyzőkönyv | Grumić 46' |

| Antalya, Törökország |

| 2014. február 14. |

| Torpedo Moszkva      | 1 – 2               | Diósgyőr             |
| -------------------- | ------------------- | -------------------- |
| Eperjesi 14' (öngól) | (1 – 1) Jegyzőkönyv | Grumić 8' Futács 63' |

| Belek, Törökország |

| 2014. február 18. |

| Diósgyőr               | 2 – 1               | MFK Košice |
| ---------------------- | ------------------- | ---------- |
| Futács 70' Batioja 85' | (0 – 1) Jegyzőkönyv | Novák 22'  |

| füves edzőpálya, Miskolc Nézőszám: zárt kapuk Játékvezető: Kujbus László (magyar) |

## Játékosmozgás 2013 nyarán
| Érkezett: - William Alves (Tombense FC) - Thiago Bonfim (Tököl VSK, kölcsönbe) - Senad Husić (NK Zvijezda Gradačac) - Ivan Radoš (Kapaz PFC Ganja, kölcsönből vissza) - Zoran Kostić (FC Zhetysu) - Nenad Rajić (FK Leotar Trebinje) - Nikházi Márk (MTK Budapest FC) - Kádár Tamás (Roda JC, kölcsön után végleg) - Hornyák Marcell (Kazincbarcika SC, kölcsönből vissza) - Bogáti Péter (Kazincbarcika SC, kölcsönből vissza) - Barczi Dávid (Újpest FC) - Gelei Vince (Csákvár FC) - Debreceni András (Budapest Honvéd FC) - Futács Márkó (Leicester City, kölcsönbe) - Augusto Batioja (Mladost Podgorica) | Távozott: - José Luque (visszavonult) - Fernando (visszavonult) - Francisco León Gallardo (Puskás Akadémia FC) - Ribánszki László (TS Podbeskidzie Bielsko-Biała) - L'Imam Seydi (Debreceni VSC) - Ambrusics Róbert - Tajti Norbert (BFC Siófok) - Bogáti Péter (BFC Siófok) - Nagy Tamás (Lombard Pápa FC) - Rudolf Gergely (Győri ETO FC) |

## Játékosmozgás 2013/14 telén
| Érkezett: - Egerszegi Tamás (Gyirmót FC) - Lazar Marjanovic (FK Radnicki) - Miroslav Grumić (Pécsi MFC) | Távozott: - Thiago Bonfim - Takács Péter (Mezőkövesdi SE) - Michal Hanek (MSK Fomat Martin) - Tisza Tibor (Debreceni VSC) |